# Station Reinwasser
Station Reinwasser was een spoorwegstation in de Poolse plaats Piaszczyna.